# Gornja Grabovica
Gornja Grabovica (cyr. Горња Грабовица) – wieś w Serbii, w okręgu kolubarskim, w mieście Valjevo. W 2011 roku liczyła 1301 mieszkańców.